# 찜기

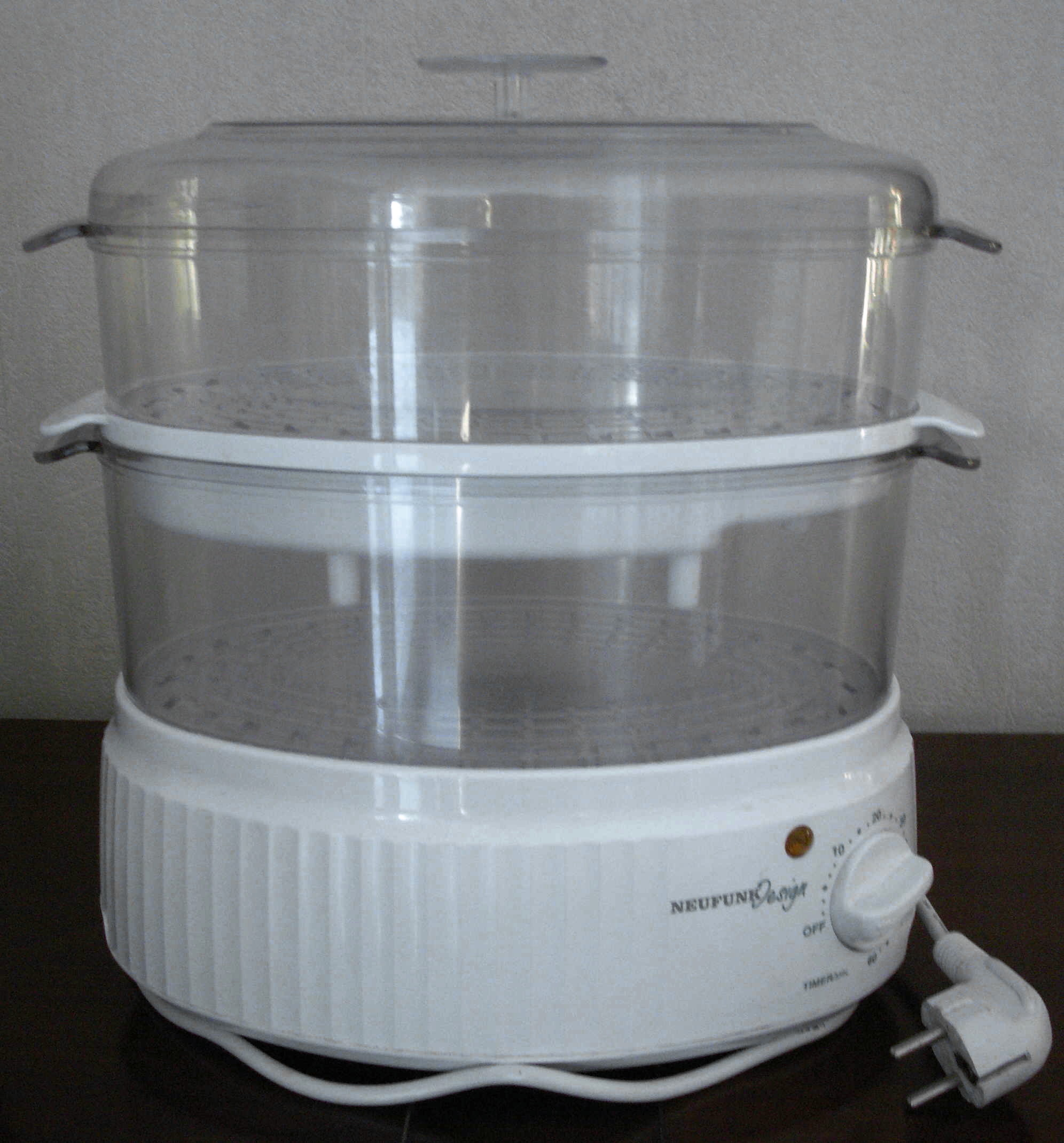
전기 찜기

찜기 또는 찜통, 찜솥은 음식을 찌는 데 쓰는 조리기구이다.

## 사진 갤러리

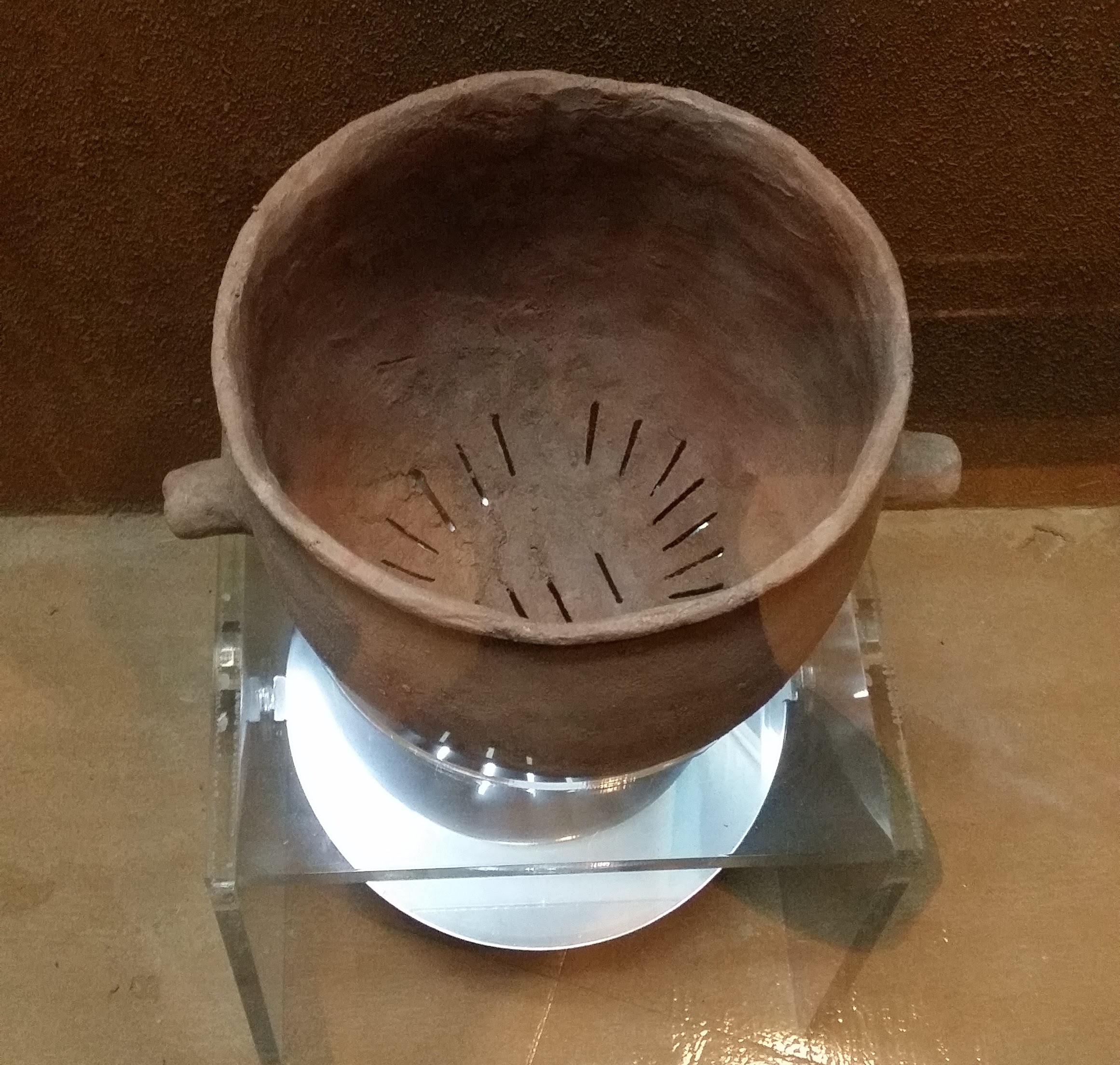
청동기 시대의 시루
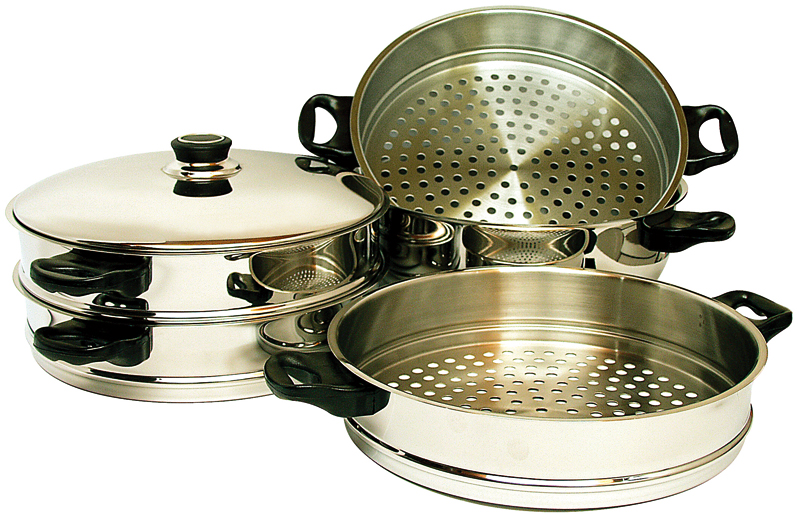
스테인리스강 찜통
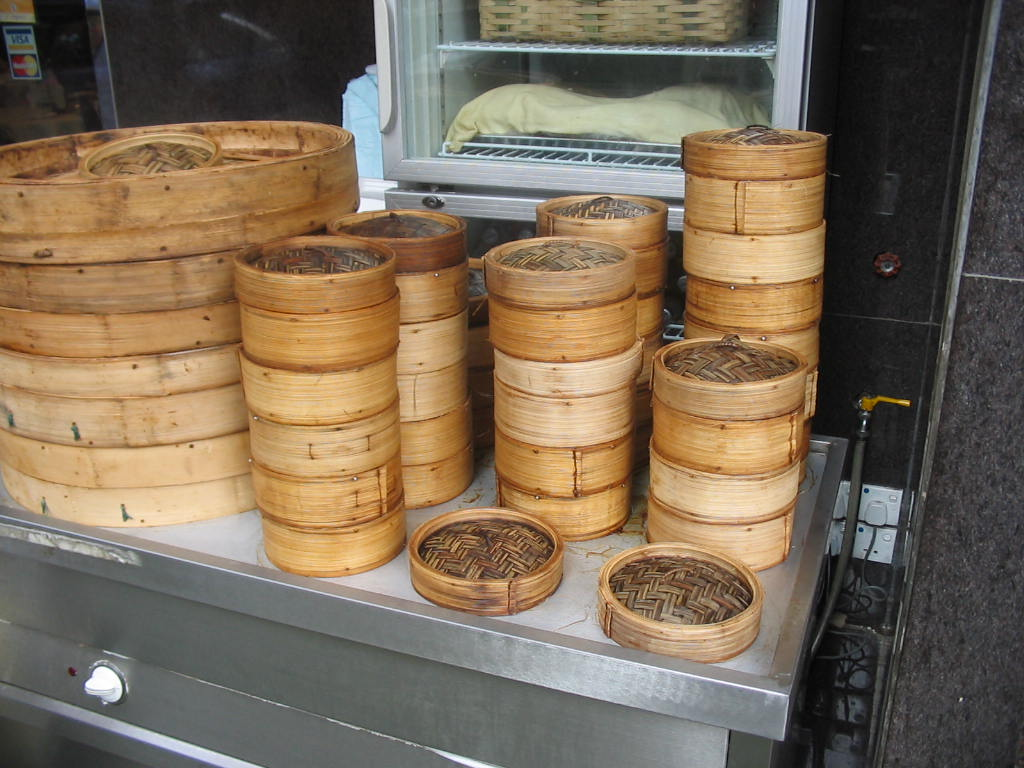
대나무 찜통
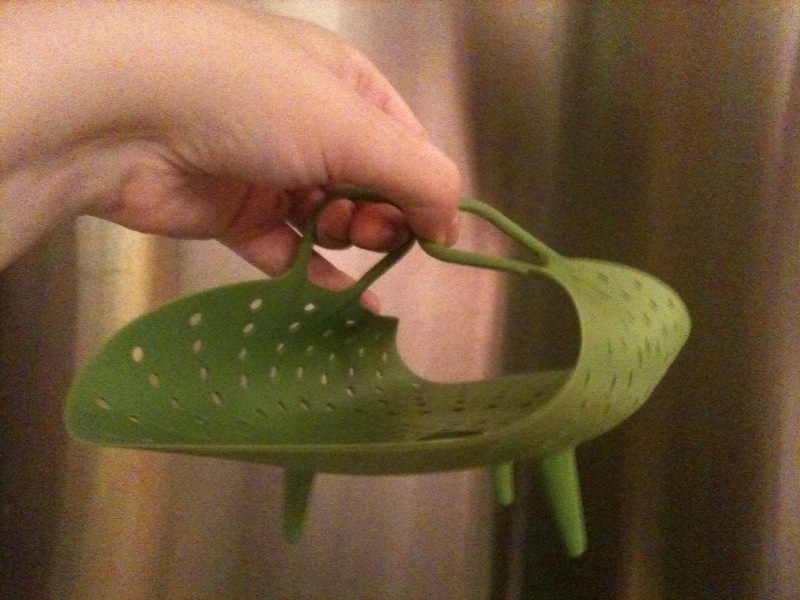
실리콘 찜기
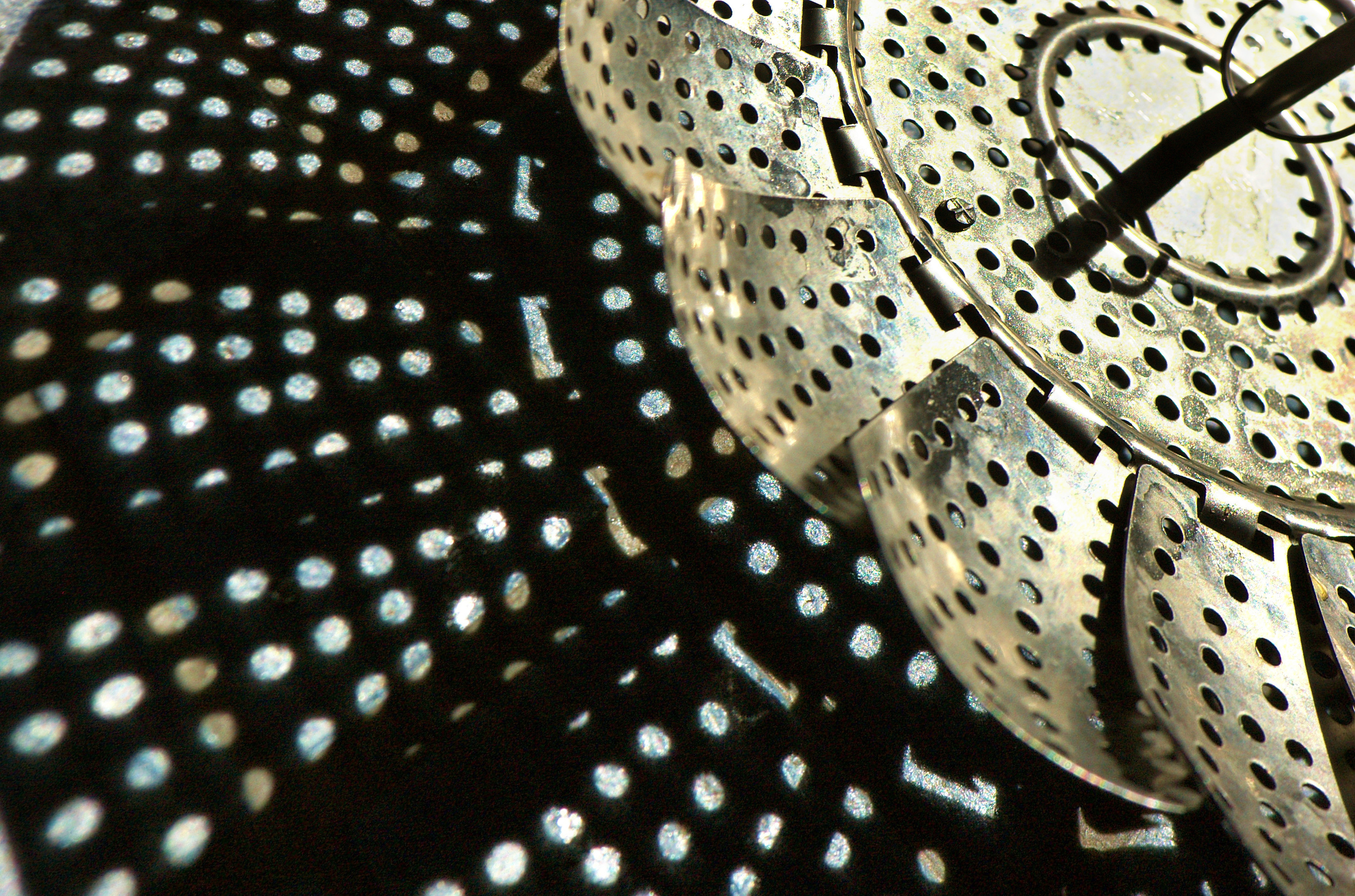
삼발이 찜기
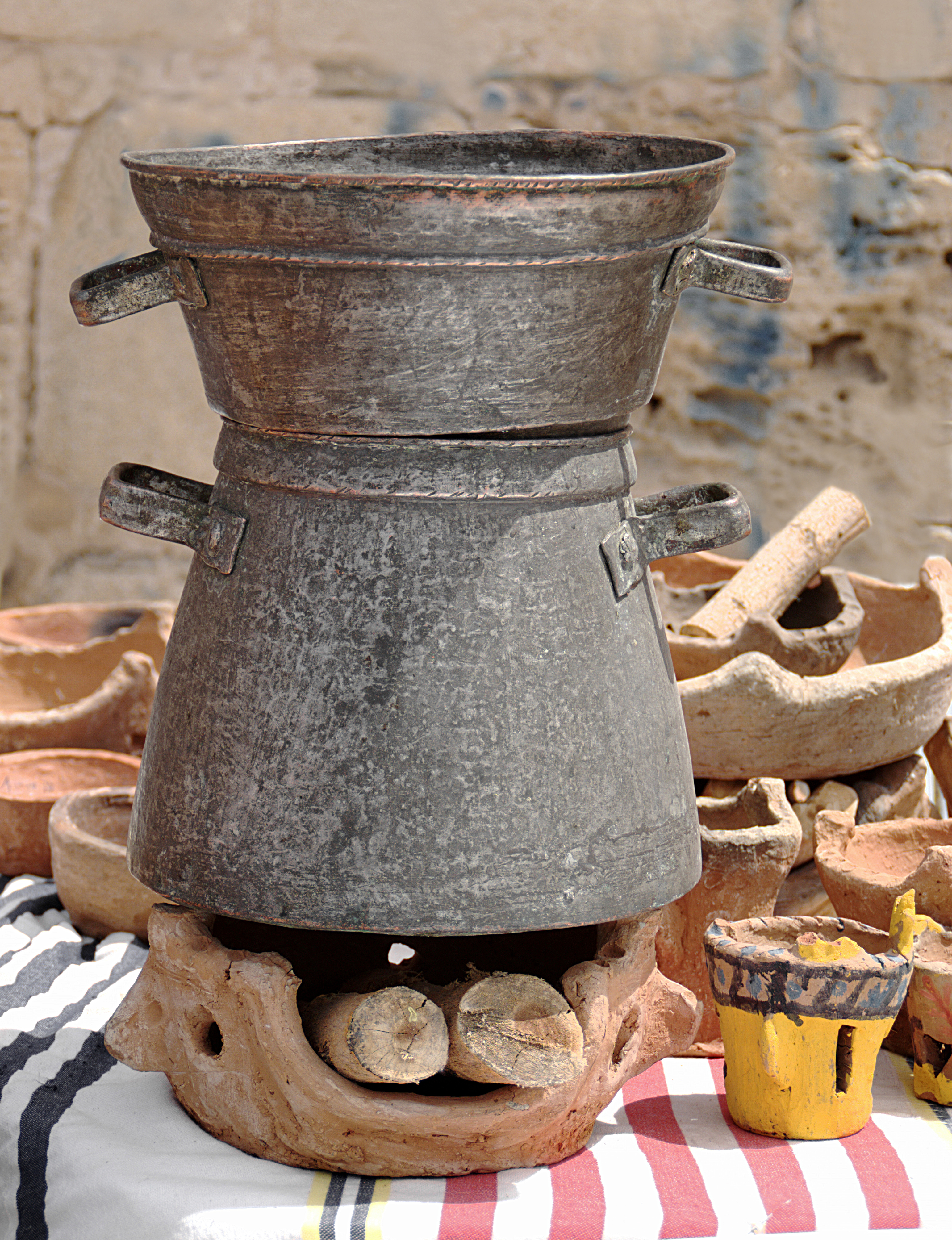
쿠스쿠스기
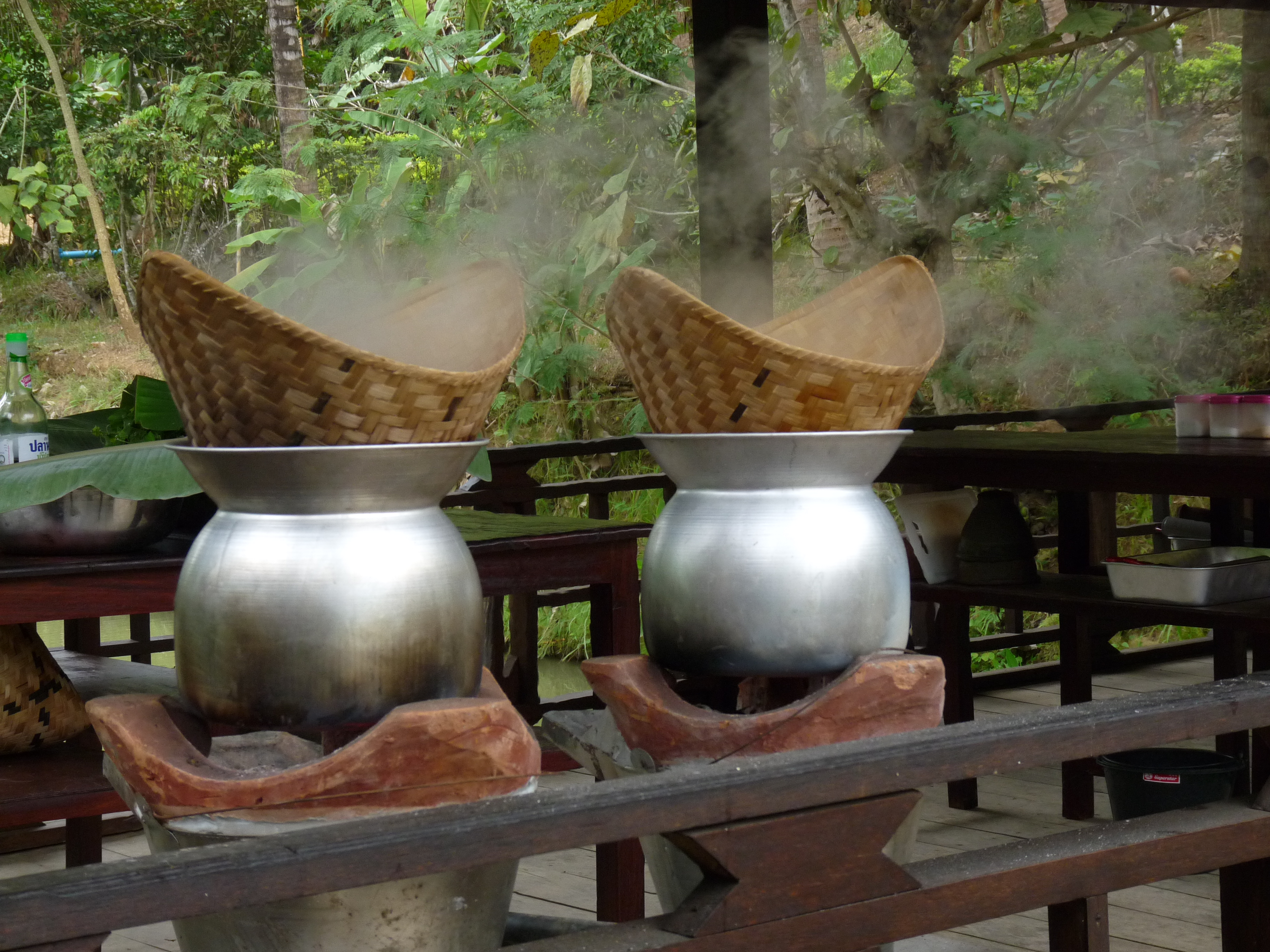
후앗

## 같이 보기
- 시루
- 전기찜솥